# Ramaty-odú
A Ramaty-odú a Duna–Ipoly Nemzeti Parkban található Vértes hegységben, Csákváron lévő egyik barlang.

## Leírás
Csákvár külterületén, Gánt szélén, a Gánttól DNy-ra lévő felhagyott kőfejtőben fekszik a barlang. A Gém-hegy DNy-i oldalában elhelyezkedő Hosszú-haraszt egykori bauxitkülfejtésében van a barlang bejárata. A barlangot legegyszerűbb Gánt D-i részéről megközelíteni. Az emlékmű mellett DK-re, a külfejtéses, rekultivált bauxitbányába vezető úton több mint 0,5 km-t kell menni, majd onnan csak gyalogosan érhető el a bányafal. A bányafalban, kb. 20 méter relatív magasságban található a Ramaty-odú.
A mindössze 14 m hosszú, kettéágazó barlang megtekintése nagyon körülményes és veszélyes. A barlang csak felülről, kötéltechnikai eszközök használatával, minimum 110 m hosszú kötél használatával érhető el, és legalább egy segítőnek a sziklafal alatt kell tartózkodnia ahhoz, hogy a helyes ereszkedési irányt mutassa. Az ereszkedés azonban nem veszélytelen a kőfejtő oldalában, mert a laza törmeléket a kötél könnyen kimozdíthatja helyéről, ami kőomlást idézhet elő. A kötéltechnikai eszközök használatával járható barlang megtekintéséhez nem szükséges engedély.
A barlangbejárattal szemben nyílik a barlang egyik járata, balra pedig a másik. Ezek kis távolság után járhatatlanná szűkülnek. A bal oldali ágba kis meghajlással lehet bejutni és a barlangág végén, az üledéklejtő előtt is csak meghajolva lehet megfordulni. A barlangbejárattal szemben lévő üregrészbe laza, morzsalékos üledéken lehet bejutni féloldalt kúszva, majd a járat végén guggolva kell megfordulni. A barlangból kifelé menet célszerű lefelé elhagyni a barlangot.
A nehéz megközelítés után a Bejárati-terembe érkezik a látogató, amely morzsalékos dolomitban jött létre. Boltozatos, kb. 1,7 m magasan húzódó tetejétől egy járhatatlanul szűk, 1,5 m magas kis kürtő kezdődik. A falakon vízbeszivárgások nyomai látszanak, ahol 1–2 mm-es zöld kristályok képződtek. A barlangbejárat után jobbra egy tejeskávé színű, majdnem 0,25 m²-es vékony cseppkőlefolyás látszik, melynek felületére néhány borsókő települt. A borsókövek átmérője néhány milliméter. Az ÉK-i üregrész bejáratánál a bal oldali fal alján egy kb. 0,25 m²-es, sötétebb, barnás cseppkőlefolyás van. Ennek felületére vékony moharéteg települt. Ebben a barlangban is, a jobb oldali falon található cserszegi típusú oldásforma.
A Bejárati-terem talpát ismeretlen vastagságú, granulátumszerű, barnás-sárgás kitöltés borítja. A vetősíkkal párhuzamos suvadási síkban, a barlang talpszintje alatt kb. 1 m-re egy emberfejnyi nagyságú, valószínűleg természetes (okker?)gumó van betelepülve. A járattalpon, a kitöltésből kiálló kőtömb előtt egy szépen fejlett növény, mellette egy eocén, vagy oligocén kéttenyérnyi mészkőtöredék hever. A teremben sok kullancslégy van. A bal oldali és az ÉK-i járat egyaránt szálban álló, morzsalékos dolomitban alakult ki. Főtéjükben látszik egy néhány cm széles repedés, mely meghatározta a kialakulás irányát. A járattalpat ezeken a helyeken is a morzsalékos, sötétbarna kitöltés fedi. A barlangban nincs közvetlen omlásveszély.
1994-ben volt először Ramaty-odúnak nevezve a barlang az irodalmában. Előfordul a barlang az irodalmában Gánti külfejtés 6. sz. barlangja (Egri 2003), Gánti Ramaty-odú (Egri 2003) és Ramaty-odu (Kucsera, Németh 1994) neveken is.

## Kutatástörténet
Az Alba Regia Barlangkutató Csoport 1993. évi évkönyvében meg van említve, hogy a G-3 jelű rombarlang felett, a vetőfalban, kb. 30 m relatív magasságban, a vetőfal kiszakadása mentén feltárult egy új barlang. Ezt a csoport alulról lefényképezte, de a barlangot megközelíteni csak felülről, kötél használatával lehet az omlásveszélyes fal miatt. A kéziratba bekerült egy olyan, színes fénykép (6. fénykép), amelyen a vetőfal tetején lévő, omlással feltárult barlang bejárata látszik. A fényképet Németh Tibor készítette.
A csoport 1994. évi évkönyvében az olvasható, hogy a csoport 1994-ben folytatta a hosszú-haraszti külfejtés barlangjainak 1993-ban elkezdett vizsgálatát. 1994-ben a Ramaty-odú lett vizsgálva. Fel lett mérve, le lett fényképezve és le lett írva a vetőfal D-i végénél található barlang. A csoport nem szeretné tovább vizsgálni a barlangot. A Ramaty-odú a Vértes hegységben, a 4521. számú barlangkataszteri területen, Gánt szélén van. Székesfehérvár felől haladva, a Gántot jelző tábla utáni első útelágazásnál jobbra le kell térni a műútról egy közepes minőségű földútra. A földúton 200 m-t kell menni egy parkolószerű helyig. Ezen a helyen lehet hagyni az autót. Az eddigi irányra merőlegesen, balra haladva nemsokára feltűnik a felhagyott külszíni bánya, amely nagyon impozáns látvány teljes magasságában, leginkább akkor, ha a szemlélő háta mögül világítja meg a vetőfalat a Nap.
Mivel a barlang a fal magasságának közepén helyezkedik el, ezért csak kötéltechnikai módszerek használatával lehet elérni. A mállékony fal miatt nem érhető el az üreg klasszikus sziklamászással. Legjobb, ha egy személy a fal alja előtt halad, és megbeszélt jelekkel tájékoztatja fent lévő társát, hogy hol van a kötél kikötéséhez legalkalmasabb hely. A barlanghoz leereszkedni kívánó személy a Hamvas-barlang mellett felmászva, majd D-re fordulva, a még meglévő drótkötélkorlát mellett haladva követheti a néhány helyen csak sejthető ösvényt. Ezen az ösvényen kb. 300 m-t kell haladni. Itt egy viszonylag sűrű erdőrész található, ahol már érdemes figyelni az alul lévő társ jeleit. Ahol jelez, ott kötél rögzítésére alkalmas fák vannak. A kötél rögzítésére csak kissé hátrébb van lehetőség. Emiatt is van, hogy sok (kb. 110 m hosszú) kötelet kell használni.
Két kis tereplépcsőn kell megkezdeni az ereszkedést, majd ezek után a sziklafal teljesen függőlegessé válik. A túlélési esélyek itt egyre csökkennek, mert gyakoriak az olyan 15–20 kg-os kövek, melyeket a kötél kimozdít helyükből. A függőleges részen 20 m-t ereszkedve, az ereszkedőtől 3–4 m-re feltűnik a barlang bejárata. Ezt a távolságot ingázással kell leküzdeni, majd a barlangbejárat morzsalékos lejtőjén kell felmenni. Innen kezdődik a barlang. A barlangban a csoport tagjai bevertek egy szeget, mely segítséget nyújt megfelelő behúzáshoz. A sziklafalban remek ékhelyek vannak szeg rögzítéséhez. Nem a mérete miatt érdekes a karsztos barlang, hanem inkább azért, mert hirtelen tárult fel. A vetőfalban egy omlás miatt nyílt meg és lehet, hogy a következő omlás el is pusztítja. Az üreg bejárásához teljes kötéltechnikai felszerelés, 110 m kötél, kobak, világítóeszköz, a kötél barlangban történő rögzítéséhez pedig ékek, vagy szegek szükségesek.

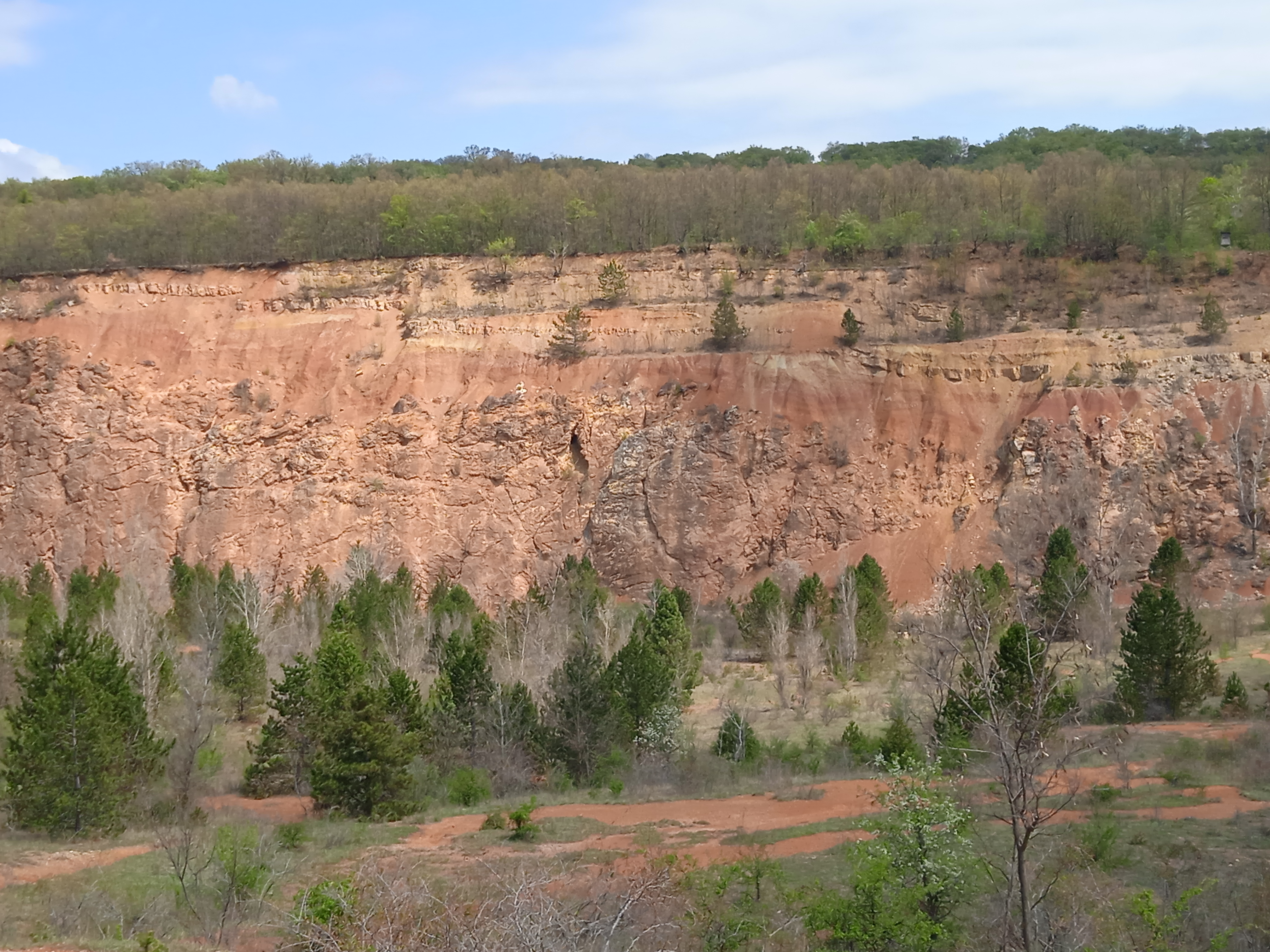
A Ramaty-odú bejáratának helyet adó kőfejtőfal (a barlang bejárata a kép közepén látszik)

A barlangban lévő, 1–2 mm nagyságú zöld kristályok közül a falhoz közelebb lévők sötétzöldek, a faltól távolodva pedig egyre halványabb színűek, de még felismerhetően zöldek. A kristályképződés nemcsak a vízbeszivárgás helyein jött létre (lásd az egyik mellékelt fényképen). A kristályokat lassan oldja a híg sósav. Oldásból származó gázbuborékokat csak mikroszkóppal lehet bennük látni. 63 %-os salétromsavval végzett feltárásnál a zöld színezőanyag megbarnult, elroncsolódott. Pezsegve oldódott a kristály. A vastartalom vizsgálat vörösvérlúgsóval lett elvégezve. Nem adott kék színt, ezért nem kimutatható vastartalma. Fluoreszcencia jelensége UV-fényben nem lép fel.
Összefoglalásként megállapítható, hogy a kristályoknak minden bizonnyal zöld alga miatt van zöld színe. Méghozzá úgy, hogy mélyen be van épülve a kristály felszíne alá. (A sósav lassan oldja, ezért nem tudta a vizsgálati időn belül leoldani a védőréteget és elroncsolni a szerves anyagot.) A fenti vizsgálati eredményt látszik igazolni, hogy a barlangban napjainkban is több helyen megfigyelhetőek kisebb-nagyobb (moha?)telepek. A barlang befoglaló kőzete és a sósavban történő gyenge oldódás miatt tiszta dolomitkristály feltételezhető. A cserszegi formákból vett kőzetanyag híg sósav hatására nagyon pezseg, ellentétben a Cserszegtomaji-kútbarlangból gyűjtött mintával.
A kéziratba bekerült a barlang 1994-ben készült alaprajz térképe, hosszmetszet térképe és 4 keresztmetszet térképe. A térképek elkészítéséhez a barlangot Németh Tibor és Kucsera Márton mérték fel 1994. október 23-án. A térképeket, amelyek 1:100 méretarányban ábrázolják a barlangot, Kucsera Márton szerkesztette. Az alaprajz térkép használatához a térképlapon jelölve van az É-i irány. Az alaprajz térképen megfigyelhető a hosszmetszet és a 4 keresztmetszet elhelyezkedése a barlangban. A térképlapon látszik egy helyszínvázlat is, amely bemutatja a  barlang földrajzi elhelyezkedését.
A jelentésben van olyan hét, színes fénykép, amelyek bemutatják a barlangot. Az első fényképen a barlang távolról fényképezett, a 2. fényképen pedig közelről (alulról) fényképezett bejárata látszik. A 3. fényképen a Bejárati-terem mennyezete, a 4. fényképen pedig az ÉK-i barlangrész bejárata figyelhető meg. Az 5. fényképen a bal oldali járat bejárata mellett lévő, zöld kristályok szemlélhetők meg. A 6. fényképen a barlangot feltáró kőzetkicsúszási nyomon a barlangot elhagyó barlangkutató van megörökítve. A 7. fénykép Gánton gyűjtött két cserszegi típusú kőzetmintát (a kép két szélén) és egy cserszegtomaji kőzetmintát (középen) mutat be. (A fénykép a két kőzetminta összehasonlítása miatt készült.) Az első négy fényképet és a 7. fényképet Németh Tibor, az 5. és 6. fényképet pedig Kucsera Márton készítette.
Az Alba Regia Barlangkutató Csoport 1999–2001. évi évkönyvében meg van említve, hogy a csoport a Gánti-barlangban végzett munkatúrájakor hágcsó és kötéltechnika használatával néhányszor beszerelte a Hosszú-haraszt sziklafalában található Ramaty-odút, amelyet tanulmányozhattak a csoport által fogadott vendégkutatók is.
A barlang 2003. július 23-án, kutatócsoport jelentése és BTI kataszteri felvétel alapján készült nyilvántartólapja szerint a 4521-23 barlangkataszteri számú Ramaty-odú (Gánti Ramaty-odú, Gánti külfejtés 6. sz. barlangja) a Vértes hegységben lévő Csákváron (Fejér megye) található. Az üreg bejáratának koordinátái (Trimble Geoexplorer 3): X: 600816, Y: 227102, Z: 217. Kőfejtőben lévő sziklafalban van a barlang 2 m széles, 3,5 m magas, berobbantott jellegű, szabálytalan alakú és emelkedő tengelyirányú bejárata. A részletesen felmért barlang 14 m hosszú, 2,4 m függőleges kiterjedésű, 2,4 m magas, 0 m mély és 11 m vízszintes kiterjedésű. Triász dolomitban húzódik az üreg. A barlang kialakulását előkészítette a tektonika. Az üreg korrózió, omlás és kifagyásos kőzetaprózódás miatt jött létre.

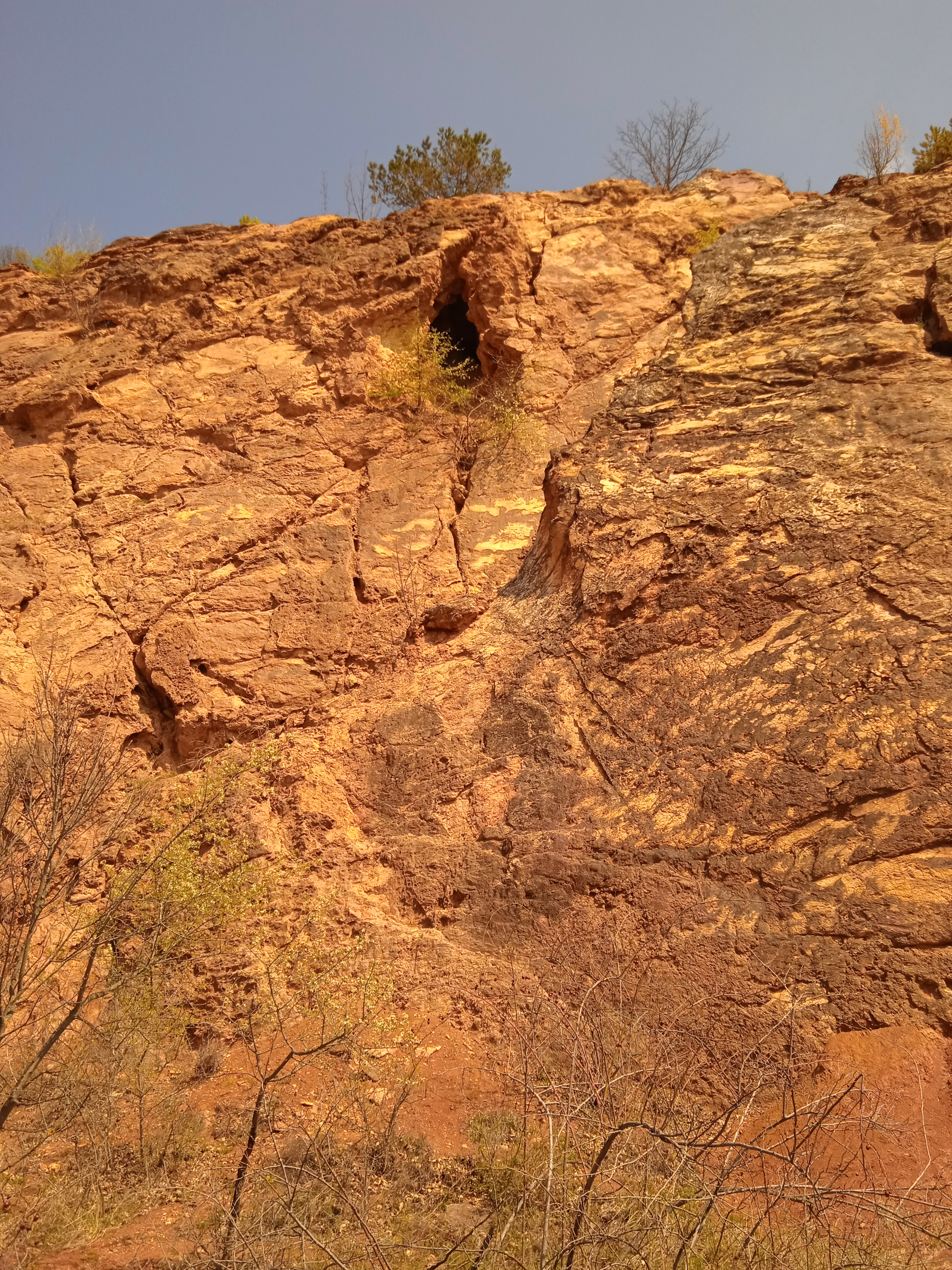
A Ramaty-odú bejárata alulról nézve

Az elágazó térformájú barlang talpa vízszintes, és jellemző szelvénytípusa a szabálytalan. Az üregben cseppkőlefolyás, borsókő és zöld dolomitkristály figyelhető meg. Szervetlen, helyben keletkezett törmelékkitöltése omladékból és kőzettörmelékből áll. Szerves kitöltése: növénytörmelék és moha. A barlangban rovar lett megfigyelve. Tematikus feldolgozás: irodalom, térkép, fénykép, kataszter, leírás. 1979-ben lett először említve a barlang az irodalomban. A gyakorlatilag érintetlen barlang gyakorlatilag érintetlen aljzatú és ásványkiválásai gyakorlatilag érintetlenek. A kötéltechnikai eszközök használatával megközelíthető és kötéltechnikai eszközök használatával járható barlang megtekintéséhez nem szükséges engedély.
Illetékes természetvédelmi hatóság: Duna–Ipoly Nemzeti Park Igazgatóság. A barlang felszínének védettsége: Vértesi Tájvédelmi Körzet (19/1976. OTvH határozat). Mivel a barlangot felmérő Kucsera Márton és Németh Tibor a barlang térképeinek elkészítésekor nagyon részletesen ismertették a barlangot, a benne megfigyelhető morfológiai elemeket és képződményeket, és mivel a barlang megközelítése irreálisan nagy technikai és humán erőforrás befektetését igényli (nem beszélve a veszélyeztető tényezőkről), ezért a nyilvántartólap kitöltésekor a barlangfelmérők által írt ismertetést használta Egri Csaba. A barlangban minden bizonnyal a felmérők jártak először és utoljára, emiatt valószínűleg nem sokat változott a barlang állapota. Veszélyeztető tényezőként csak az omlás jöhet számításba.
Az Alba Regia Barlangkutató Csoport 2006–2007. évi évkönyvében az van írva, hogy a csoport tagjai a hosszú-haraszti vetőfalnál távolságméréseket végeztek mérőszalaggal, a jellegzetes pontok koordinátáit pedig GPS készülékkel határozták meg. A méréseknek az volt a célja, hogy a rendelkezésre álló térképre rákerüljenek a terület karsztos üregei. A Gánti külfejtés 5. sz. barlangjától (0 ponttól) 184 m-re van a Ramaty-odú. GPS koordinátái: N 47°23'10,0", E 18°23'45,8". A Ramaty-odú alatti mérőhely GPS koordinátái: N 47,38602°, E 18,39584°, tszf. magasság 199 m. A barlangban 2011-ben és 2012-ben egyszer sem észlelt denevért a Gerecse Barlangkutató és Természetvédő Egyesület.
A Polacsek Zsolt és Ba Julianna által írt, 2017. évi jelentésben az olvasható, hogy a Ramaty-odu bejáratának EOV koordinátája: E 600523, N 227350, 270 m tszf. magasság (bizonytalan). Az Alba Regia Barlangkutató Csoport által 1998-ban dokumentált barlang Csákvár külterületén, a vetőbreccsa fal egyik meggyengült, összetört és részben leomlott része mögött fekszik. Meg lehet találni a kéziratban lévő térképvázlat használatával, de messziről is jól látható. A kissé É-ra dőlő vetőbreccsa fal mögött, a vetőbreccsa által védve jött létre a kb. 10 m hosszú barlang. Mivel ez a breccsazóna védi a barlangot a beszivárgó vizektől is, ezért az üreg aljzata porszáraz.
A barlangban nem látott életnyomokat Polacsek Zsolt. Nem lehet biztosan tudni, hogy milyen módon alakult ki a barlang. A breccsaréteg mögött keletkezett, egyértelmű oldott formákat mutató üreg mai formájának kialakulásában kétségkívül közrejátszott a kifagyás is. Nem ismert, hogy a barlangot milyen (fel- vagy leszálló) vizek oldották ki. A vetőfalon lévő barlangbejárat minden bizonnyal leszivárgó vizek hatására is tágult. A kéziratba bekerült egy olyan, színes fénykép (68. ábra), amelyen a barlang bejárata látszik. A fényképet Polacsek Zsolt a bánya talpszintjén készítette. A jelentésben van egy térképrészlet (63. ábra, gánti barlangbejáratok), amely bemutatja a Ramaty-odú földrajzi elhelyezkedését.